# Fluviopupa
Fluviopupa é um género de gastrópode  da família Hydrobiidae.
Este género contém as seguintes espécies:
- Fluviopupa gracilis
- Fluviopupa ramsayi